# Trường trung cấp nghề ở Tarnow
Trường trung cấp nghề ở Tarnów (Państwowa Wyższa Szkoła Zawodowa w Tarnowie) - một trường đại học công lập, dạy nghề, được thành lập trên cơ sở Hội đồng Bộ trưởng ngày 19 tháng 5 năm 1998 là trường đại học đầu tiên ở Ba Lan thuộc loại giáo dục đại học mới và là trường đại học đầu tiên ở Ba Lanvề mặt kỹ thuật.
Trường đại học hoạt động theo Đạo luật ngày 26 tháng 6 năm 1997 đối với các trường dạy nghề cao hơn (Ustawa z dnia 26 czerwca 1997 roku o wyższych szkołach zawodowych), đạo luật và các quy định khác được ban hành trên cơ sở của nó.

## Viện và chuyên ngành
Vào năm 2012, Trường đã cung cấp các nghiên cứu, cả toàn thời gian) và bán thời gian, cho bằng cấp (3 năm) hoặc kỹ thuật (3,5 năm) cho mười sáu chuyên ngành:
Viện nhân văn
- Ba Lan học
- Anh quốc học
- Đức học
- Rô-man học[cần giải thích]

Viện toán học và khoa học tự nhiên
- Hóa học,
- Toán học,
- Bảo vệ môi trường,

Học viện bách khoa
- Điện tử viễn thông,
- Kỹ thuật điện,
- Khoa học máy tính,
- Khoa học vật liệu,

Viện hành chính và kinh tế
- Quản trị,
- Kinh tế,

Viện bảo vệ sức khỏe
- Vật lý trị liệu,
- Điều dưỡng,
- Giáo dục thể chất,

Viện nghệ thuật
- Đồ họa,
- Thiết kế.

## Hợp tác quốc gia[1]
- Đại học Khoa học và Công nghệ AGH tại Kraków
- Đại học Jagiellonia ở Krakow
- Trường đại học giáo dục thể chất Bronisław Cộng hòa Séc tại Krakow
- Đại học Nông nghiệp Kraków
- Học viện mỹ thuật Jan Matejko ở Krakow

## Hợp tác quốc tế[2]
- Đại học degli Studi di Trieste, Ý
- Pädagogische Akademie des Bundes, Vienna, Áo
- Đại học Sorbonne Nouvelle, Paris, Pháp
- Đại học de Nantes, Nantes, Pháp
- Haute École Blaise Pascal du Luxembourg (Bỉ), ở Bastogne, Bỉ
- Haute École namuroise catholique, ở Malonne, Bỉ
- Đại học Babeş-Bolya, Cluj-Napoca, Romania
- Hồ Chí Minh, Đức
- Keski-Pohjanmaan Ammattikorkeakoulu - Mellersta Österbottens Yrkeshögskola Politechnika w Kokkola, Phần Lan
- Đại học Naples Federico II, Ý
- Gaziantep niversitesi, Thổ Nhĩ Kỳ
- Blackburn College, một hiệp hội của Đại học Lancaster, Anh.

## Hiệu trưởng trường trung cấp nghề ở Tarnow
- Adam Juszkiewicz (1998-2007)
- Stanisław Komornicki (2007-2015)
- Jadwiga Laska (2015-2019)